# Vinodolia vidrovani
Vinodolia vidrovani е вид охлюв от семейство Hydrobiidae. Видът не е застрашен от изчезване.

## Разпространение и местообитание
Разпространен е в Черна гора.
Обитава сладководни басейни и реки.